# José Luis Lopátegui
José Luis Lopátegui Rodríguez (Valencia, 1940 – Barcelona, 6 de marzo de 2002), fue un guitarrista y profesor de guitarra clásica español.

## Biografía
Nacido en Valencia, vivió en Barcelona desde su infancia, estudiando en el Conservatorio Municipal de Música en donde desarrolló posteriormente toda su carrera docente. También cursó estudios de ingeniería.
Fue alumno de Emilio Pujol y también recibió clases y fue amigo de Narciso Yepes, adoptando para sus interpretaciones la guitarra de diez cuerdas que creó Yepes. Como intérprete, era destacable su gran sentido musical, destacando especialmente su repertorio de música del periodo clásico, como Luigi Boccherini, Fernando Sor, Francisco Tárrega y Miguel Llobet. Mantuvo también un gran interés por la música contemporánea. Su carrera como intérprete se desarrolló en Europa, Asia y América.
Fue también investigador e intérprete de música antigua, siendo destacable su dedicación al estudio paciente y edición a partir de partituras originales, con frutos como su publicación de los Estudios op. 31, 35 y 60 de Sor para las editoriales Quiroga y Alpuerto, y transcripciones a partir de tablaturas antiguas de obras como las Cinco piezas fáciles de Ferdinando Carulli para la Editorial Boileau y multitud de obras del Renacimiento hispánico, la mayoría de las cuales quedaron inéditas, si bien pudo darlas a conocer en múltiples conciertos y recitales.
Fue el solista interpretando el Concierto de Aranjuez con la Orquesta Nacional de España en el concierto celebración del 80.º aniversario del compositor, Joaquín Rodrigo.
En 1980 estrenó en Praga el Concierto Eco, de Tomás Marco, con la Orquesta de la Radio de Praga dirigida per František Vajnar.
Fue catedrático del Conservatori Municipal de Barcelona, por oposición, desde 1973 hasta su fallecimiento. Creó en Barcelona en 1987 la primera escuela destinada específicamente al estudio de la guitarra clásica en España, el "Aula de Guitarra Ferran Sors", reconvertida posteriormente en el centro de estudios musicales "Aula de Música 7".
Promovió también con notable éxito el "Curso Internacional de Guitarra José Luis Lopategui" que se convirió en uno de los referentes europeos de actividades musicales en torno a la guitarra, con más de treinta ediciones, primero los cursos de música de cámara en Cervera, Lérida y posteriormente ya enfocados en la guitarra en el Monasterio de San Cugat del Vallés, Barcelona.
Entre sus principales aportaciones en el ámbito pedagógico estaban la codificación minuciosa de una técnica que posibilitaba el aprovechamiento de los recursos expresivos de la guitarra, su obsesión por la pulcritud del sonido así como la preocupación por la ergonomía de la posición corporal en relación con el instrumento. Practicaba la disciplina japonesa del "Katsugen", que animaba a practicar a sus alumnos.
El 15 de diciembre de 2002 se constituyó formalmente la "Associació Musical i Cultural José Luis Lopategui" ("AMIC José Luis Lopátegui") con el objectivo principal de continuar la tarea de estudio, proyección y difusión de la guitarra clásica que llevó a cabo José Luis Lopategui durante sus años de intensa actividad concertística y pedagógica.
La "AMIC José Luis Lopátegui" organiza desde 2012, anualmente, el "Concurs Infantil de Guitarra José Luis Lopategui". El concurso admite candidatos en dos categorías: menos de 10 años y entre 11 y 13 años.

## Discografía
- 1969 – Antología histórica de la música catalana. La guitarra 1. Obras de Fernando Sor, Francisco Tárrega, Miguel Llobet, Emilio Pujol (Edigsa).
- 1970 – La guitarra en el Reinaxement i Barróc espanyol. Obras de Luis de Milán, Alonso Mudarra, Diego Pisador, Gaspar Sanz y Luis de Narváez (Edigsa).
- 1971 – La guitare catalane. Obras de Milán, Mudarra, Pisador, Gaspar Sanz y Narváez. (Harmonia Mundi).
- 1971 – Spanish Guitar Music of the 16th & 17th Centuries. Obras de Milán, Mudarra, Pisador, Gaspar Sanz y Narváez (Turnabout).
- 1977 – Ferran Sors: Integral dels Opus 31 al 35 (Edigsa).
- 1979 – La Guitare au Siècle D'Or Espagnol. Obras de Milán, Mudarra, Pisador, Gaspar Sanz y Narváez (Harmonia Mundi).
- 1979 – The Guitar in Spanish Golden Age. Obras de Milán, Mudarra, Pisador, Gaspar Sanz y Narváez (Harmonia Mundi).
- 1986 – José Luis Lopátegui. Miquel Llobet, Ferran Sors, Francesc Tàrrega y Emili Pujol (PDI).
- 2009 – Kosice Quartet - José Luis Lopategui. Haydn: Cuarteto en re mayor Op. 2 n.º 2; Boccherini: Quinteto en do mayor "La ritirata de Madrid" (Picap).
- 2009 – J. L. Lopategui interpreta guitarra de diez cuerdas deu cordes. Cinco preludios de Heitor Villa-Lobos, Elogio de la danza y Tarantos de Leo Brouwer y Estudios n.º 1, n.º 3, n.º 7, n.º 10, n.º 12 de Villa-Lobos. (Actual Records Distribució).

## Publicaciones
- Introducción al estudio de la guitarra. Método preliminar progresivo. Guitarra. LOPÁTEGUI, José Luis. Editorial Boileau. ISBN: 978-84-8020-548-1
- Introducción al estudio de la guitarra. Método preliminar progresivo. Estudio nº 39. Guitarra. LOPÁTEGUI, José Luis. Editorial Boileau. ISMN: ISMN: 979-0-3503-0358-6
- La técnica de la guitarra I. Escalas y arpegios. José Luis Lopategui. Editorial	Alpuerto, 1975.
- Guitarra-didáctica. Doce estudios progresivos. Lopátegui, José Luis. 1975. n.º Registro BNE: XX4816405